# Cynthia E. Rosenzweig
Cynthia E. Rosenzweig (ca. 1958) es una climatóloga estadounidense del Instituto Goddard de NASA para Estudios Espaciales, localizado en la Universidad de Columbia, "quién ayudó en los inicios de los estudios de cambio climático y agricultura."

## Educación y carrera académica
Cynthia asistió al Cook College (en Rutgers) ganando una licenciatura de ciencia, en agronomía en 1980, y una maestría en tierras y cultivos de Universidad Rutgers, en 1983. En 1991, ganó un Ph.D. por la Universidad de Massachusetts Amherst en vegetación, tierra y ciencias ambientales.
Mientras en NASA y en el Instituto Columbia Goddard para Estudios Espaciales, Rosenzweig inició el estudio del impacto de cambio de clima en la agricultura y en ciudades. Ha participado en numerosos grupos de trabajo que intentan evaluar y establecer planes para manejar el cambio climático, incluyendo: 
- Co-cátedra, Panel de Ciudad de la Nueva York en Cambio Climático
- Colíder, Evaluación Regional Metropoliatan de la Costa del este de EE. UU. en la Valoración Nacional de Consecuencias Potenciales de Variabilidad y Cambio Climática, patrocinado por el Programa de Búsqueda en Cambio Global
- Coordinadora Autor Principal del Grupo de Trabajo II del IPCC Cuarto Informe de Evaluación (capítulo "Cambios Observados")
- Miembro, IPCC Grupo de Tarea en Datos y Escenarios de Impacto y Valoración de Clima
- Coeditora, UCCRN Primer Informe de Valoración en Cambio Climático y Ciudades (ARC3).
- Miembro del Panel de la Ciudad de Nueva York en Cambio Climático.

Desde 1993, la Dra. Rosenzweig ha encabezado el grupo de búsqueda de "Impactos del Clima" de NASA. Su trabajo con el Grupo de Trabajo del IPCC sobre Datos fue reconocido, al otorgarse el Premio Nobel de la Paz 2007 fue otorgado conjuntamente con Al Gore y el Grupo Intergubernamental de Expertos sobre el Cambio Climático (IPCC).

## Obra

### Algunas publicaciones
Una visión general de sus investigaciones puede obtenerse en su perfil de Scholari de Google.
- Rosenzweig, C.; Parry, M. L. (1994). «Potential impact of climate change on world food supply». Nature 367 (6459): 133. Bibcode:1994Natur.367..133R. doi:10.1038/367133a0.Bibcode:1994Natur.367..133R. doi:10.1038/367133un0.

- C.L. Rosenzweig & M.L. Parry, "Cambio de Clima y Agricultura (enlace roto disponible en Internet Archive; véase el historial, la primera versión y la última).", 1990

- Rosenzweig, C.; Karoly, D.; Vicarelli, M.; Neofotis, P.; Wu, Q.; Casassa, G.; Menzel, A.; Root, T. L.; Estrella, N.; Seguin, B.; Tryjanowski, P.; Liu, C.; Rawlins, S.; Imeson, A. (2008). Rosenzweig, C.; Karoly, D.; Vicarelli, M.; Neofotis, P.; Wu, Q.; Casassa, G.; Menzel, A.; Root, T. L. et al. (2008). «Attributing physical and biological impacts to anthropogenic climate change». Nature 453 (7193): 353-357. Bibcode:2008Natur.453..353R. PMID 18480817. doi:10.1038/nature06937.

- Testimonio antes del Congreso, 17 de abril de 2007.

## Premios
- Beca Guggenheim.[3]
- GSFC Premio de honor - Ciencia (2011)[6]
- GISS Premio de Mejor Publicación (2009)[6]
- GSFC Premio de honor - Consecución de Ciencia de la Tierra (2007)[6]
- Miembro, Asociación americana para el Avance de la Ciencia (2006)[7]

## Otras lecturas
- "An Interview with Dr. Cynthia Rosenzweig of NASA – Q&A con Anna Lappé", Take a Bite Out of Climate Change, sept. 2008 (transcripción de entrevista)
- "Dr. Cynthia Rosenzweig Charlas Sobre Soluciones de Cambio de Clima Urbanas en Michigan State University", 9 de abril de 2010 (vídeo)
- "Earth Science: Putting the Puzzle Together"(perfil de NASA de Rosenzweig para niñez)
- Kristin Jobin, "Científico de NASA Cynthia Rosenzweig", MLive, mayo de 2010